# 1956年メルボルンオリンピックのボクシング競技
1956年メルボルンオリンピックのボクシング競技（1956ねんメルボルンオリンピックのボクシングきょうぎ）は、男子のみ10階級で行われた。

## 競技結果
| 階級                          | 金                                              | 銀                                        | 銅                                                |
| ----------------------------- | ----------------------------------------------- | ----------------------------------------- | ------------------------------------------------- |
| フライ級 （51kg）             | テレンス・スピンクス イギリス (GBR)             | ミルチェア・ドブレスク ルーマニア (ROM)   | ジョン・コールドウェル アイルランド (IRL)         |
| フライ級 （51kg）             | テレンス・スピンクス イギリス (GBR)             | ミルチェア・ドブレスク ルーマニア (ROM)   | ルネ・リベール フランス (FRA)                     |
| バンタム級 （54kg）           | ヴォルフガング・ベーレント 東西統一ドイツ (EUA) | 宗順天 韓国 (KOR)                         | クラウディオ・バリエントス チリ (CHI)             |
| バンタム級 （54kg）           | ヴォルフガング・ベーレント 東西統一ドイツ (EUA) | 宗順天 韓国 (KOR)                         | フレデリック・ジルロイ アイルランド (IRL)         |
| フェザー級 （57kg）           | ウラジミール・サフロノフ ソビエト連邦 (URS)     | トーマス・ニコルス イギリス (GBR)         | ペンティ・ハマライネン フィンランド (FIN)         |
| フェザー級 （57kg）           | ウラジミール・サフロノフ ソビエト連邦 (URS)     | トーマス・ニコルス イギリス (GBR)         | ヘンリック・ニエドヴィエッキ ポーランド (POL)     |
| ライト級 （60kg）             | ディック・マクタガート イギリス (GBR)           | ハリー・カルシャット 東西統一ドイツ (EUA) | アンソニー・バーン アイルランド (IRL)             |
| ライト級 （60kg）             | ディック・マクタガート イギリス (GBR)           | ハリー・カルシャット 東西統一ドイツ (EUA) | Anatoly Lagetko ソビエト連邦 (URS)                |
| ライトウェルター級 （63.5kg） | ウラジミール・エンギバリャン ソビエト連邦 (URS) | フランコ・ネンチ イタリア (ITA)           | コンスタンティン・ドミトレスク ルーマニア (ROM)   |
| ライトウェルター級 （63.5kg） | ウラジミール・エンギバリャン ソビエト連邦 (URS) | フランコ・ネンチ イタリア (ITA)           | ヘンリー・ロブシャー 南アフリカ (RSA)             |
| ウェルター級 （67kg）         | ニコラエ・リンカ ルーマニア (ROM)               | フレデリック・ティエト アイルランド (IRL) | ニコラス・ガルガノ イギリス (GBR)                 |
| ウェルター級 （67kg）         | ニコラエ・リンカ ルーマニア (ROM)               | フレデリック・ティエト アイルランド (IRL) | ケビン・ホガース オーストラリア (AUS)             |
| ライトミドル級 （71kg）       | ラズロ・パップ ハンガリー (HUN)                 | ホセ・トーレス アメリカ合衆国 (USA)       | ジョン・マコーマック イギリス (GBR)               |
| ライトミドル級 （71kg）       | ラズロ・パップ ハンガリー (HUN)                 | ホセ・トーレス アメリカ合衆国 (USA)       | ズビグニェフ・ピエトルシコウスキ ポーランド (POL) |
| ミドル級 （75kg）             | ゲンナディー・シャトコフ ソビエト連邦 (URS)     | ラモン・タピア チリ (CHI)                 | ジルベール・シャプロン フランス (FRA)             |
| ミドル級 （75kg）             | ゲンナディー・シャトコフ ソビエト連邦 (URS)     | ラモン・タピア チリ (CHI)                 | ビクトル・サラサール アルゼンチン (ARG)           |
| ライトヘビー級 （81kg）       | ジェームス・ボイド アメリカ合衆国 (USA)         | ゲオルゲ・ネグレア ルーマニア (ROM)       | カルロス・ルーカス チリ (CHI)                     |
| ライトヘビー級 （81kg）       | ジェームス・ボイド アメリカ合衆国 (USA)         | ゲオルゲ・ネグレア ルーマニア (ROM)       | ロムアルダス・ムラウスカス ソビエト連邦 (URS)     |
| ヘビー級 （81kg超）           | ピート・ラデマッハー アメリカ合衆国 (USA)       | レフ・ムーヒン ソビエト連邦 (URS)         | ダニエル・ベッカー 南アフリカ (RSA)               |
| ヘビー級 （81kg超）           | ピート・ラデマッハー アメリカ合衆国 (USA)       | レフ・ムーヒン ソビエト連邦 (URS)         | ジャコモ・ボッザーノ イタリア (ITA)               |

## 各国メダル数
| 順 | 国・地域             | 金 | 銀 | 銅 | 計 |
| -- | -------------------- | -- | -- | -- | -- |
| 1  | ソビエト連邦 (URS)   | 3  | 1  | 2  | 6  |
| 2  | イギリス (GBR)       | 2  | 1  | 2  | 5  |
| 3  | アメリカ合衆国 (USA) | 2  | 1  | 0  | 3  |
| 4  | ルーマニア (ROU)     | 1  | 2  | 1  | 4  |
| 5  | 東西統一ドイツ (EUA) | 1  | 1  | 0  | 2  |
| 6  | ハンガリー (HUN)     | 1  | 0  | 0  | 1  |
| 7  | アイルランド (IRL)   | 0  | 1  | 3  | 4  |
| 8  | チリ (CHI)           | 0  | 1  | 2  | 3  |
| 9  | イタリア (ITA)       | 0  | 1  | 1  | 2  |
| 10 | 韓国 (KOR)           | 0  | 1  | 0  | 1  |
| 11 | フランス (FRA)       | 0  | 0  | 2  | 2  |
| 11 | ポーランド (POL)     | 0  | 0  | 2  | 2  |
| 11 | 南アフリカ (RSA)     | 0  | 0  | 2  | 2  |
| 14 | アルゼンチン (ARG)   | 0  | 0  | 1  | 1  |
| 14 | オーストラリア (AUS) | 0  | 0  | 1  | 1  |
| 14 | フィンランド (FIN)   | 0  | 0  | 1  | 1  |

## 参照
- Official results
- Amateur Boxing